# Vonósnégyes

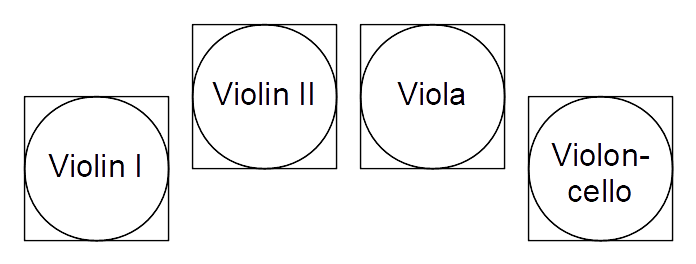
A vonósnégyes általános elhelyezkedése (violin–hegedű, viola–brácsa, violin-cello–cselló)

A vonósnégyes egy komolyzenei együttes, amely négy vonós hangszerből áll. A vonósnégyesekre írt művek műfaját is ugyanezzel a szóval jelöljük. Kialakulása a barokk kor végére tehető.

## A hangszerek
- Általában két hegedű, egy brácsa és egy cselló.
- Egyes művekben (ritkán) a második hegedűt gitárra vagy mandolinra cserélik.

## Vonósnégyeseikről ismert zeneszerzők
Egy zeneszerző általában több vonósnégyest írt, amelyeket általában a fő hangnemről neveztek el.
- Johann Georg Albrechtsberger (4)
- Bartók Béla (6)
- Ludwig van Beethoven (16)
- Alban Berg (2)
- Franz Berwald (3)
- Luigi Boccherini (91)
- Johannes Brahms (3)
- John Cage
- Pjotr Iljics Csajkovszkij (3)
- Claude Debussy (1)
- Michael Denhoff
- Antonín Dvořák (14)
- Morton Feldman (2)
- César Franck (1)
- Philipp Glass (11)
- Alois Hába (16)
- Joseph Haydn (68)
- Hans Werner Henze
- Paul Hindemith
- Roman Hoffstetter (12)
- Lajtha László (10)
- Leoš Janáček (2)
- Philipp Jarnach
- Kurtág György
- Erich Wolfgang Korngold
- Helmut Lachenmann
- Ligeti György (2)
- Witold Lutosławski
- Felix Mendelssohn Bartholdy
- Darius Milhaud (18)
- Mosonyi Mihály (6)
- Wolfgang Amadeus Mozart (23)
- Luigi Nono
- George Onslow (36)
- Krzysztof Penderecki
- Ignaz Pleyel (70)
- Maurice Ravel (1)
- Max Reger (6)
- Ferdinand Ries (25)
- Wolfgang Rihm (13)
- Franz Schmidt (2)
- Arnold Schönberg (4)
- Franz Schubert
- Robert Schumann (3)
- Bernhard Sekles
- Jean Sibelius
- Bedřich Smetana (2)
- Louis Spohr (36)
- Dmitrij Dmitrijevics Sosztakovics (15)
- Wilhelm Stenhammar (6)
- Igor Stravinsky
- Giuseppe Verdi (1)
- Heitor Villa-Lobos (17)
- Volkmann Róbert (6)
- Anton Webern (3)
- Weiner Leó (3)
- Alexander Zemlinsky

## Vonósnégyeseket előadó ismertebb zenei együttesek
- Accord Quartet
- Alban Berg Quartett
- Amadeus Quartet
- Amati Vonósnégyes
- Anima vonósnégyes
- Arco Nobile vonósnégyes
- Arco Vonósnégyes
- Arditti Quartet
- Armonia Incanta Vonósnégyes
- Artemis Quartett
- Auer Vonósnégyes
- Auryn Quartett
- Bartók vonósnégyes
- Brentano Quartet
- Brillante Vonósnégyes
- Caprice Quartet Vonósnégyes
- Carmine Vonósnégyes
- Cherubini Quartett
- Cleveland Quartet
- Corvinus Vonósnégyes
- Cuarteto Casals
- Cuarteto Quiroga
- Danish String Quartet
- Doric Quartet
- Elias Quartet
- Endellion Quartet
- Emerson Quartet
- Gewandhaus Quartett
- Hagen Quartett
- Hubay - Popper Vonósnégyes
- Jerusalem Quartet
- Juillard Quartet
- Keller Vonósnégyes
- Kodály Vonósnégyes
- Kolisch Quartett
- Kronos Quartet
- LaSalle Quartett
- Lindsey Quartet
- Leipziger Quartett
- Magyar Vonósnégyes
- Meccorre Quartet
- Melos Quartett
- Quartetto Italiano
- Quatuor Ardeo
- Quatuor Mosaique
- Signum Quartett
- Stadler Quartett
- Székely Vonósnégyes
- Takács Vonósnégyes
- Tátrai Vonósnégyes
- Tokyo Quartet
- Végh Vonósnégyes
- Waldbauer Vonósnégyes

## Lásd még
- Vonóstrió
- Vonósötös
- Vonósszextett
- Devich Sándor: A vonósnégyes egykor és ma; Rózsavölgyi, Bp., 2005